# كارلتون سكوت
كارلتون سكوت (بالإنجليزية: Carleton Scott)‏ مواليد 9 أكتوبر 1988 في هومستيد، هو لاعب كرة سلة أمريكي. بدأ مسيرته الاحترافية في سنة 2011. يلعب مع نادي تراباني لكرة السلة في الدوري الإيطالي لكرة السلة الدرجة الثانية. يحمل الرقم 22. يبلغ طوله 6 قدم 8 بوصة (2.0 م). لعب كرة السلة الجامعية في جامعة نوتر دام. لعب مع يوفي كازيرتا باسكت ونادي تراباني لكرة السلة.

## روابط خارجية
- كارلتون سكوت على موقع كرة السلة الأوروبية.كوم (الإنجليزية)
- كارلتون سكوت على موقع كلية كرة السلة في سبورتس رفرنس.كوم (الإنجليزية)
- كارلتون سكوت على موقع ريلجم (الإنجليزية)
- كارلتون سكوت على موقع بروبوليرز (الإنجليزية)
- كارلتون سكوت على موقع سبورتس رفرنس (الإنجليزية)
- كارلتون سكوت على موقع سبورتس رفرنس (الإنجليزية)